# Bermmonument

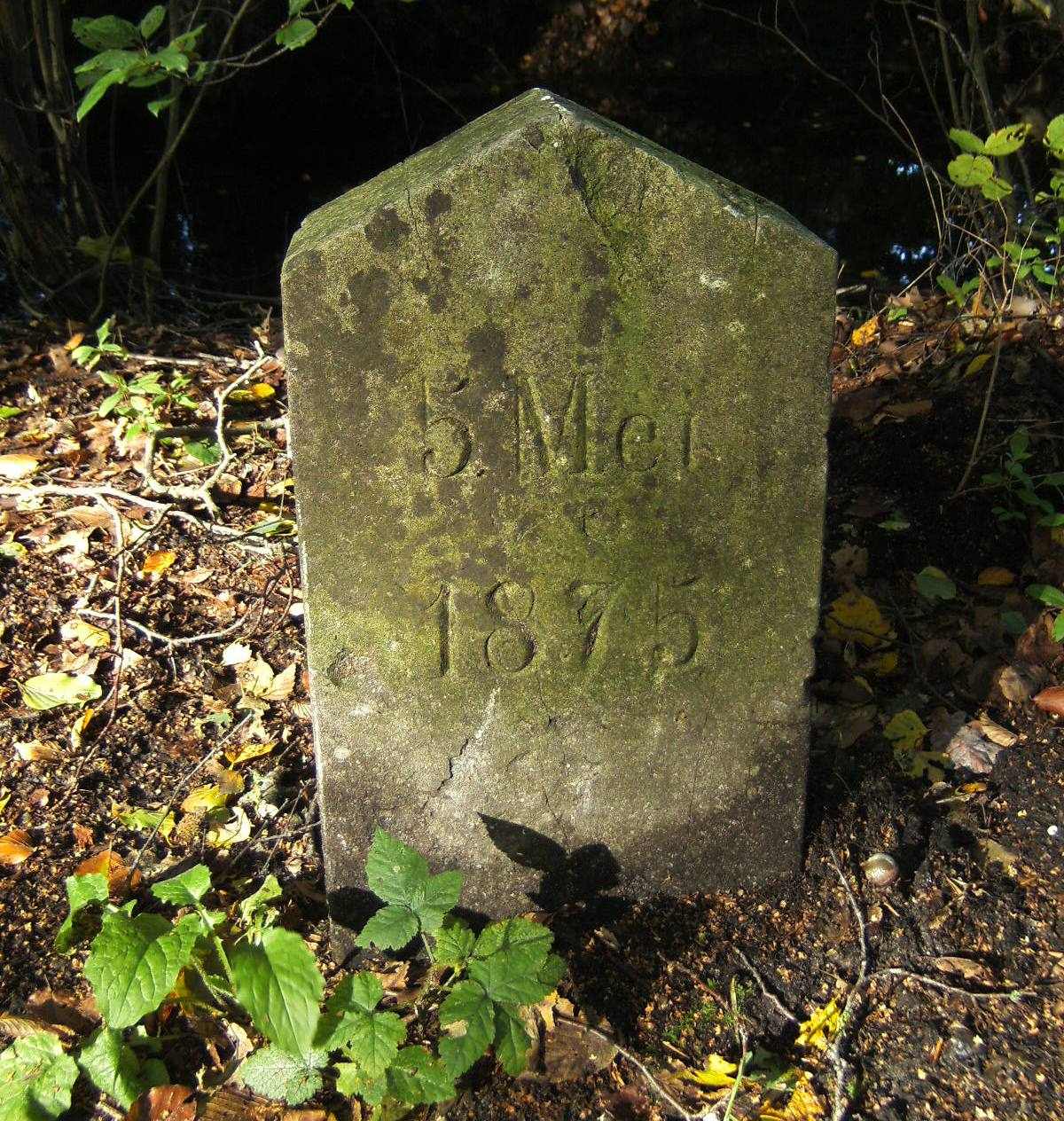
Bermmonument uit 1875 te Olst

Een bermmonument is een gedenkteken langs de (vaak provinciale) weg voor een ter plekke omgekomen verkeersslachtoffer. Een wegkruis is een bijzondere vorm van bermmonument.
Bermmonumenten zijn het initiatief van nabestaanden en vrienden van het slachtoffer. Vaak wordt zo'n monument nog jarenlang onderhouden en voorzien van bloemen. Meestal gaat het om relatief jonge mensen. Het inrichten van een bermmonument kan voor de nabestaanden een onderdeel van de rouwverwerking zijn.
Een negentiende-eeuws bermmonument staat aan de Molenweg te Olst op landgoed 't Nijendal ter hoogte van de voormalige boerderij Zoogenbrink. Het is een steen met het opschrift 5 mei 1875, geplaatst ter nagedachtenis aan jonkheer Eduard Jan Teding van Berkhout. Hij viel hier van zijn paard en overleed aan de gevolgen daarvan.
Omdat er een preventieve werking van kan uitgaan wordt een bermmonument meestal door de autoriteiten onder voorwaarden getolereerd.